# Семдор, Семён Зиновьевич
Семён (Шимен) Зиновьевич Семдор, также Семён Дорошенко (настоящая фамилия Гольдштейн; 1888, Смела, Черкасский уезд, Киевская губерния, Российская империя — 12 августа 1938, Симферополь) — украинский, российский и советский актёр и режиссёр еврейского и украинского театра. Один из основателей Национального театра Украины.

## Биография
Родился в г. Смела, в семье сапожника. Ребёнком бежал с актёрами бродячего театра. С 1910 года играл у Чибисова в местечке Александрия в Херсонской губернии.
С 1913 года в театре товарищества «Русская Беседа» в Лемберге.
В 1915—1917 гг. работал в украинском театре в Екатеринославе.
После Октябрьской революции создаёт на Украине вместе с Лесем Курбасом и другими выдающимися деятелями первый государственный Молодой украинский театр.
В 1919 году совместно с Довидом Бергельсоном основал в Киеве театр-студию Культур-Лиги, режиссёр — Фроим Лойтер.
С Игнатом Юрой и Амвросием Бучмой создаёт Театр имени Франко в Киеве — Первый театр Украинской Советской Республики им. Т. Г. Шевченко (1920—1921).
В 1921 году руководит еврейским театром «Унойб» («Начало») вместе с художником Нисоном Шифриным и литератором В. М. Волькенштейном (ул. Крещатик, 43).
В 1921—1922 гг. работал в Независимом театре в Житомире.
В 1923—1926 гг. работал в Харьковском драматическом театре им. И. Франко. С 1927 по 1932 год — художник театральной мастерской в Крыму.

## Творчество

### Актёр
Играл главные роли в пьесах Г. Ибсена («Доктор Штокман»), Ж.-Б. Мольера («Тартюф»), К. Гуцкова («Уриель Акоста»), в пьесах Софокла, Г. Гауптмана, Б. Шоу, а также Л. Украинки, В. Винниченко и др.

### Режиссёр
«Королевский цирюльник» А. Луначарского, «Огни Ивановой ночи» Г. Зудермана, «Доктор Штокман» Г. Ибсена, «Уриэль Акоста» К. Гуцкова.

### Театр «Унойб» (Киев)
- 27 августа 1921 — Б-г мести
- 18 сентября 1921 — Вечер И.-Л. Переца
- 30 сентября 1921 — «Обручение» П. Гиршбейн
- 22 октября 1921 — «Царь г-лод» Л. Андреев